# Xã Walnut Grove, Quận Douglas, Nam Dakota
Xã Walnut Grove (tiếng Anh: Walnut Grove Township) là một xã thuộc quận Douglas, tiểu bang Nam Dakota, Hoa Kỳ. Năm 2010, dân số của xã này là 116 người.